# Gothic Mountains
Le Gothic Mountains sono un gruppo montuoso lungo circa 32 km, situato a ovest della Watson Escarpment e delimitati dal Ghiacciaio Scott, dal Ghiacciaio Albanus e dal Ghiacciaio Griffith. Fanno parte dei Monti della Regina Maud, in Antartide.
La catena montuosa fu visitata nel 1934 dalla componente geologica guidata da Quin Blackburn, membro della spedizione antartica americana condotta dall'ammiraglio Richard Evelyn Byrd (Byrd Antarctic Expedition, ByrdAE). La denominazione fu proposta da Edmund Stump, leader della componente geologica dell'Università statale dell'Arizona nel Programma Antartico degli Stati Uniti d'America (USARP) che aveva fatto investigazioni in questi picchi nel 1980-81. I monti sono costituiti da rocce granitiche in cui i fenomeni erosivi hanno prodotto una serie di pinnacoli e guglie che ricordano le strutture delle cattedrali gotiche.

## Elevazioni principali
- Altar Peak (86°04′S 150°23′W), alto 1780 m.[2]
- Grizzly Peak (86°00′S 150°00′W), alto 2200 m.[3]
- Monte Zanuck (85°58′S 151°10′W), alto 2525 m.[4]
- Zanuck East Peak (85°57′S 150°53′W)[5]

## Elevazioni importanti
- Organ Pipe Peaks
- Ghiacciaio Sanctuary
- The Spectre